# Phrynosomatidae
Phrynosomatidae са семейство влечуги от разред Люспести (Squamata).
Включва 9 рода гущери, разпространени в Северна и Централна Америка, главно в пустинни местообитания.

## Родове
Семейство Phrynosomatidae
- Callisaurus
- Cophosaurus
- Holbrookia – Глухи игуани
- Petrosaurus
- Phrynosoma – Рогати гущери
- Sceloporus – Бодливи гущери
- Uma – Пясъчни игуани
- Urosaurus
- Uta